# استاری شیگای
استاری شیگای (انگلیسی: Stary Shigay) یک شهرک در شهرستان بوزدیاکسکی باشقیرستان کشور روسیه است.